# اس‌اس‌آب
اس‌اس‌آب (به سوئدی: SSAB) یا گروه فولاد سوئدی (به انگلیسی: Swedish Steel AB) شرکت فولاد سوئدی است، که در سال ۱۹۷۸ تأسیس شد. این شرکت متخصص در پردازش و تولید فولاد از مواد خام می‌باشد.
در حال حاضر شرکت اینداستریواردن به‌عنوان بزرگترین سهامدار شرکت اس‌اس‌آب شناخته می‌شود. دفتر مرکزی این شرکت در شهر استکهلم قرار دارد.